# Ольтра, Мануэль
Мануэль Ольтра (исп. Manuel Oltra i Ferrer, 8 февраля 1922[…], Валенсия — 25 сентября 2015, Барселона) — испанский композитор. Он был известен тем, что сочинял музыку о гармонии и контрапункте. Он руководил Муниципальной консерваторией Барселоны с 1959 года до её закрытия в 1987 году. Ольтра родился в Валенсии, Испания. Он был удостоен Национальной музыкальной премии Каталонии 1994 года.
Ольтра умер от пневмонии в Барселоне, Испания, в возрасте 93 лет.

## Работы
Его сочинения разнообразны и включают произведения для оркестров, камерных оркестров и хоров, мы также обязаны ему транскрипцией традиционной музыки колыбельных и танцев сарданс для оркестра Кобла.

## Награды
Мануэлю Ольтре присуждена Женералитетом Каталонии Национальная музыкальная премия в 1994 году и крест Сант-Жорди в 2010 году.